# Tóth Zoltán (gyógypedagógus)
Tóth Zoltán (Nagykeszi, 1883. december 5. – Budapest, 1940. május 17.) gyógypedagógus, természetrajz-kémia szakos középiskolai tanár.

## Élete
Tóth József és Marosa Krisztina fiaként született. 1903-ban Léván szerzett tanítói diplomát, majd 1906-ban gyógypedagógiai tanári diplomát kapott Budapesten. Ezen kívül a Budapesti Tudományegyetemen pedagógiát, pszichológiát és filozófiát is hallgatott, középiskolai tanári és bölcsészdoktori oklevelet szerzett.
1905-től, pályakezdőként már Budapesten a vakok intézetében dolgozott tanárként és Ranschburg Pál tudományos iskolájában is munkálkodott. Az első világháború alatt a Rokkant Ügyi Hivatal szociális irodájának vezetője volt. 1919-től a Vakokat Gyámolító Országos Egyesülethez tartozó Ifjú Vakok Intézetének igazgatója valamint a Vallás- és Közoktatásügyi Minisztériumban előadó.
1922-től haláláig a saját szervezésű Gyógypedagógiai Tanárképző Főiskola előadója és igazgatója (1924-től). 1922-től 1940-ig az általa kezdeményezett Magyar Gyógypedagógiai Társaság főtitkára, és a Gyermekvédő Liga igazgató tagja. 1938-tól a Budapesten megalakuló Nemzetközi Gyógypedagógiai Társaság egyik alelnökévé választották nemzetközi elismertsége bizonyítékául.

## Munkássága
A 19-20. század fordulóján a gyógypedagógia egyre inkább egységesedett, melynek következtében a testi fogyatékosok oktatása is a gyógypedagógia irányítása alá került.
1922-ben Tóth Zoltán a gyógypedagógiai főiskolai munkássága alatt felismerte a társterületek fontosságát a gyógypedagógia működése során.
Ennek okán kapcsolatokat kezdett kialakítani egyéb szakterületek képviselőivel (pl. jog, orvostudomány, pedagógia, szociológia).
Ennek hatására új koncepciójú gyógypedagógiát alapozott meg. Erre építette a Gyógypedagógiai Tanárképző Főiskola koncepcióját, melybe bekapcsolta Ranschburg Pál intézetét, és amelyhez Szondi Lipótot kérte segítségül tanárnak.

### A gyógypedagógiai tanárképzés fejlődése Tóth Zoltán munkássága alatt
1922–1928 hároméves képzés folyt a Gyógypedagógiai Tanárképzőben, tanfolyamként olyan tanárok számára, akik a siketnémák, a vakok, gyengeelméjűek intézeteiben dolgoztak, továbbá a beszédhibákban szenvedőkkel foglalkoztak. Ekkor már nők is felvehetőek voltak az intézménybe. A három év alatt elsajátították az elméletet, hospitálásokon vettek részt, módszertannal foglalkoztak, gyakorlati tanításokat tartottak, illetve gyakorlati szolgálattétel gyanánt osztályvezetésben próbálhatták ki magukat, melyet tiszteletdíjjal honoráltak.
Tóth Zoltán nevéhez köthető, hogy Magyarországon 1928-tól 4 éves Gyógypedagógiai Tanárképző Főiskola (napjainkban Bárczi Gusztáv Gyógypedagógiai Kar ) kezdhette meg működését, melynek ő maga volt az igazgatója. Kidolgozta a 4 éves főiskolai képzés első szervezeti szabályzatát, képzési programját. 10 év alatt külföldi elismertséget szerzett az egységes magyar gyógypedagógus-képzés megalapozásával. A képzés célja „Az érzéki, értelmi és erkölcsi fogyatékosok, valamint a beszédhibások gyógyító nevelésével és oktatásával foglalkozó tanárok képzése” A főiskolára felvehetőek voltak középfokú oklevéllel rendelkező népiskolai tanítók és tanítónők, akik valamelyik középiskolában érettségi bizonyítványt szereztek.
Nagy újításnak számított az is, hogy Magyarországon először, nagyothallók és gyengénlátók is felvételt nyerhettek a felsőoktatásba.

### Tudományos tevékenysége
Tóth Zoltán a gyógypedagógiát igen odaadóan képviselte a Magyar Gyermektanulmányi Társaságban és a Magyar Pedagógiai Társaságban is. A vakok emlékezetével és szókincsével kapcsolatosan közölt adatai külföldön is elismertek. Elsőként értelmezte a gyógyító nevelést a tehetségesekre és az iskoláskoron túlra is. A felnőttek gyógypedagógiáját is művelni javasolta.

### Főbb művei
- A vakok képzeletvilága (Budapest. 1927)
- A gyógyítónevelés (Nyitott könyv. Budapest, 1928)
- Ranschburg és a gyógypaedagogia (Psychologiai tanulmány… Ranschburg Pál tiszteletére. Budapest, 1929)
- A gyógyító-nevelés-tudomány legújabb irányelvei (Kalocsa, 1931)
- A gyógypedagógia legújabb irányelvei (Budapest, 1931, németül is)
- Általános gyógypedagógia (Budapest, 1933)
- A gyógypedagógia szerepe az egyetemes nevelő gondolkodás kialakulásában (Budapest, 1935)

## Kiállítás
Az egyéniség és egységesség – lehetséges harmónia. 2005. Dr. Tóth Zoltán emlékére, ELTE Bárczi Gusztáv Gyógypedagógiai Főiskolai Kar (BGGYFK) Gyógypedagógiai Történeti Gyűjtemény.